# Streifenschreiber

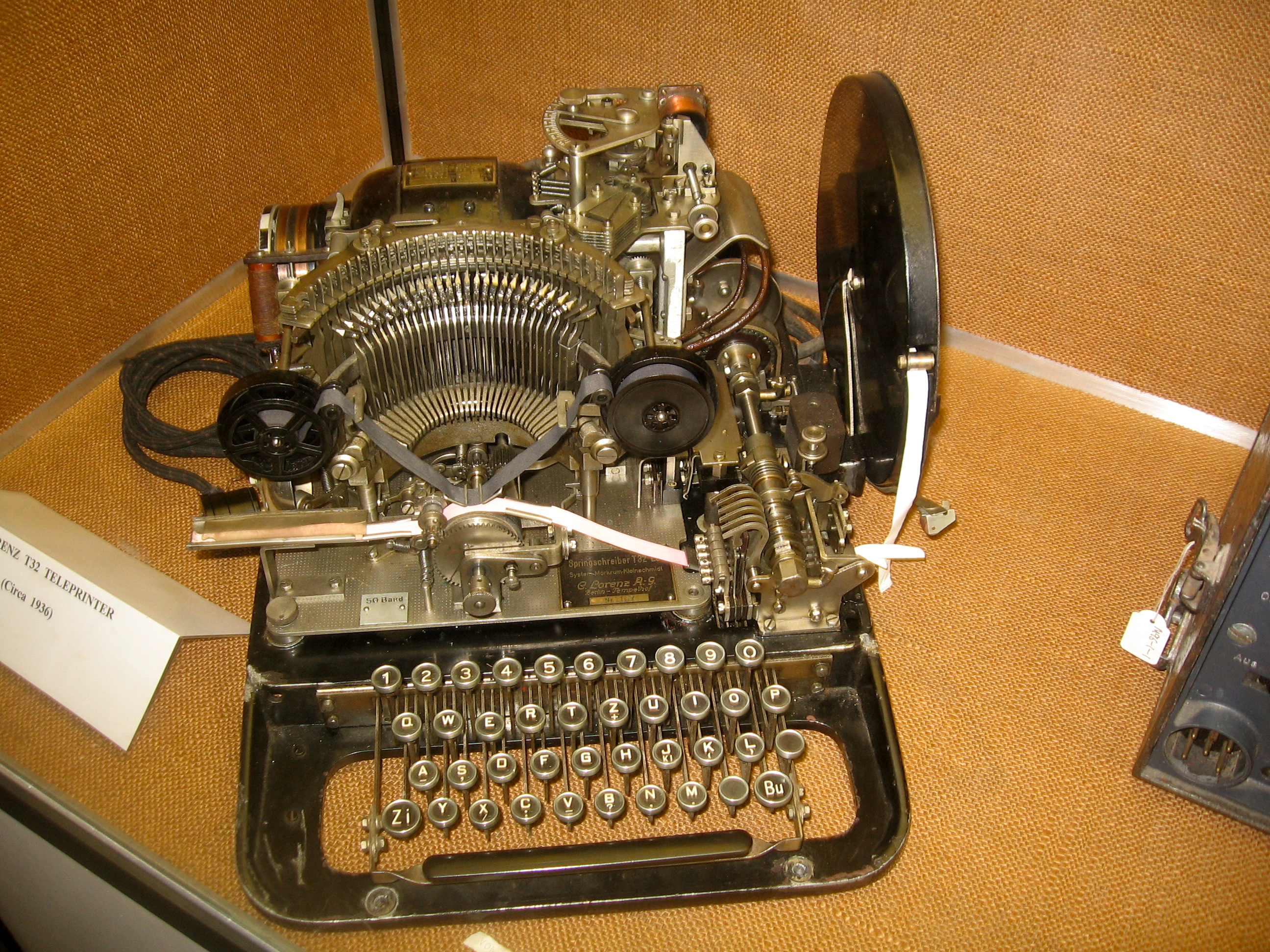
Streifenschreiber, ca. 1936

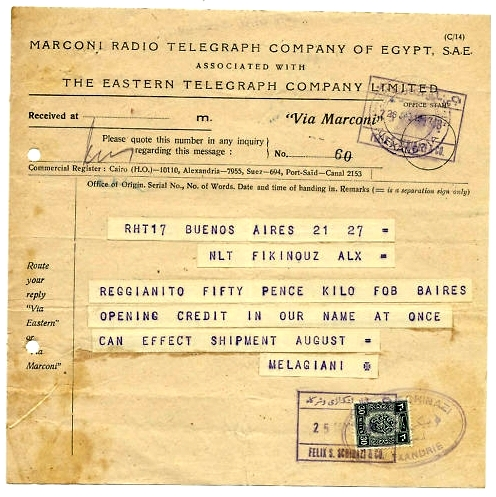
Telegramm, empfangen von einem Streifenschreiber

Ein Streifenschreiber ist ein Gerät, mit dem Zeichen (Buchstaben, insbesondere auch Braille-Buchstaben) auf einen Streifen Papier, Folie oder Klebefolie gestanzt oder geprägt werden.
Postverwaltungen benutzten Streifenschreiber zur Übermittlung von Telegrammen. Die auf Endlosstreifen empfangenen Nachrichten wurden zugeschnitten und auf die entsprechenden Formulare geklebt.
Streifenschreiber sind eine Weiterentwicklung der frühen Morseschreiber und funktionieren nach dem gleichen Prinzip wie die etwas moderneren Blattschreiber (siehe auch: Fernschreiber).
In der Braille-Variante gilt er als Hilfsmittel für Sehbehinderte.